# B.J. Dubose
B.J. Dubose (Oakland Park, 19 gennaio 1992) è un giocatore di football americano statunitense che gioca nel ruolo di defensive end ed è attualmente free agent. Scelto dai Minnesota Vikings come 193º assoluto del Draft NFL 2015, in precedenza aveva giocato a football per i Cardinals dell'Università di Louisville.

## Carriera professionistica

### Minnesota Vikings
Il 2 maggio Dubose fu selezionato al 6º giro del Draft NFL 2015 come 193º assoluto dai Minnesota Vikings. Dopo aver trascorso l'intera stagione da rookie tra le file della squadra di allenamento dei Vikings, l'anno seguente durante una sessione di allenamenti primaverile subì una lesione del legamento crociato anteriore che lo costrinse a saltare l'intera stagione 2016. Il 16 maggio 2017 fu quindi svincolato definitivamente dai Vikings.